# Fiduso
Fiduso (Folkefronten af Intelligente Danskere til Udvikling af Sproglig Omhu) er en forening af sprogligt interesserede, der arbejder for bedre sprogbrug.
Udgangspunktet for Fiduso var særskrivninger, dvs. ord, der burde være sammenskrevet, som for eksempel adamsæble, men i stedet bliver delt adams æble. Imidlertid blev det hurtigt klart, at der er flere andre generelle fejl, som også fortjener opmærksomhed. Derfor handler Fiduso nu om sproglig omhu i alle former. Fiduso er opstået i tilknytning til nyhedsgruppen dk.kultur.sprog, men er åben for alle interesserede.

## Medlemmer
Fiduso har i alt 1793 medlemmer (pr. 10. november 2010). Du kan se det nuværende medlemstal på Fidusos hjemmeside Arkiveret 16. juni 2006 hos  Wayback Machine.

## Eksterne links
- Fidusos hjemmeside Arkiveret 6. februar 2007 hos  Wayback Machine

| Sprog | Spire Denne artikel om sprog er en spire som bør udbygges. Du er velkommen til at hjælpe Wikipedia ved at udvide den. |